# Wing Commander 4
Wing Commander IV – The Price of Freedom ist eine Weltraumactionsimulation von Origin Systems aus dem Jahr 1996. Es ist weiterhin der letzte Teil der gleichnamigen Serie, der unter der Leitung des Serienschöpfers Chris Roberts entstand. Wie der unmittelbare Vorgänger setzt das Spiel auf die Inszenierung seiner Handlung durch realverfilmte Schauspielsequenzen. Die Handlung bildet einen Epilog zur vorhergehenden Kilrathi-Trilogie. Nach dem Sieg über den Erzfeind befindet sich die Föderation in einer Phase der politischen Neuorientierung. Es kommt zu immer größeren Spannungen zwischen den Kernwelten der Föderation und ihren Außenwelten, die schließlich in einen neuen Krieg münden. Colonel Christopher „Maverick“ Blair wird daher aus seinem Ruhestand geholt und in den aktiven Flugdienst zurückversetzt. Das Spiel erschien für DOS- und Windows-PC, Mac OS und PlayStation.

## Handlung
The Price of Freedom, der Untertitel des Spiels, ist eine Anspielung auf ein Zitat der Spielfigur Admiral Geoffrey Tolwyn im Verlauf der Handlung. Es lautet vollständig:

“The price of freedom is eternal vigilance”

Dabei handelt es sich um die Variation eines Zitats von Wendell Phillips, das häufig fälschlicherweise US-Präsident Thomas Jefferson zugeschrieben wird:

“Eternal vigilance is the price of liberty”

„Ewige Wachsamkeit ist der Preis der Freiheit.“

Es entspricht dem Leitthema des Spiels. Die Handlung des vierten Teils ist abermals weitgehend linear mit einem festgelegten Endziel, verzweigt sich jedoch im Laufe des Spiels an einer Stelle prominent und bietet kurzzeitig zwei gleichwertige Alternativwege, die sich bald darauf wieder zu einem Lösungsweg vereinen. Im weiteren Verlauf bieten sich an einigen Stellen weitere, kurze Wahlmöglichkeiten mit gewissem Einfluss auf den Ausgang des Spiels.
Im Jahr 2673 liegt der Krieg mit den Kilrathi etwa vier Jahre zurück. Nach längerer Friedensphase bahnt sich jedoch immer deutlicher ein Krieg zwischen den Hauptwelten der Konföderation und der Union der Grenzwelten an. Die Spannungen werden nicht zuletzt befeuert durch den Angriff auf einen unbewaffneten Krankentransporter, der mit Hilfe einer bislang unbekannten Waffe zerstört wurde. Es gibt keine Überlebenden, die die Angreifer identifizieren könnten; beide Parteien weisen sich gegenseitig die Schuld zu. Der Konföderationsrat steht vor der Entscheidung, ob er den Grenzwelten den Krieg erklären soll. Admiral Tolwyn wird vom Rat beauftragt, die Situation zu untersuchen und dem Rat mit seinem Bericht eine Grundlage für die Entscheidung zu liefern. Von diesem erhält Major Todd „Maniac“ Marshall den Befehl, Colonel Christopher „Maverick“ Blair aus seinem Vorruhestand in den aktiven Flugdienst zurückzuholen. Dieser ist derweil bemüht, seinen Lebensabend als Farmer auf einem Wüstenplaneten zu verbringen, beschließt jedoch, Tolwyns Ruf zu folgen. Er und Maniac werden auf die „TCS Lexington“ versetzt, die unter dem Kommando von Captain William Eisen steht. Mit Winston „Vagabond“ Chang befindet sich ein weiterer Charakter aus Wing Commander III unter der Besatzung.
Colonel Blair wird damit beauftragt, Beweise für die Schuld der Grenzwelten zu finden, kann jedoch keine entdecken. Derweil wird Eisen ohne Angaben von Gründen durch Captain Hugh Paulsen als Kommandant abgelöst, Blair wird zunehmend auf ein Abstellgleis geschoben und zum Patrouillenflug verdammt. Je nach Handlungsweise des Spielers stößt er an Bord der „Lexington“ jedoch auf Ungereimtheiten, die er sich nicht erklären kann. Wenig später erhält er von Paulsen gemeinsam mit Vagabond den Auftrag, einen Deserteur zu stellen, der zu den Grenzwelten überlaufen wolle. Dieser Deserteur entpuppt sich als William Eisen, der von Maniac eskortiert wird. Eisen spricht von einer Verschwörung von Kriegstreibern innerhalb der Konföderation als Grund für seine Flucht und bemüht sich, Vagabond und Maverick ebenfalls zum Seitenwechsel zu bewegen. Vagabond beschließt, sich Eisen anzuschließen, während der Spieler an diesem Punkt selbst entscheiden muss, wie er sich verhalten möchte:
- Entscheidet er sich gegen die Fahnenflucht, muss er gegen Vagabond kämpfen, der versucht Eisen und Maniac vor ihm zu schützen. Nachdem er seinen alten Kameraden töten musste, kehrt Maverick zum Schiff zurück, während Eisen und Maniac entkommen. Die Besatzung des Trägerschiffs erhält derweil Zuwachs durch eine neue Gruppe von Piloten. Darunter ist auch „Seether“, ein hochtalentierter Flieger, jedoch auch kalt und skrupellos. Nach einigen Missionen wird die „Lexington“ Ziel eines Angriffs der Grenzwelten. Der Angriff wird von Maniac geführt, der Maverick ein weiteres Mal zum Seitenwechsel auffordert. An dieser Stelle muss der Spieler zustimmen oder das Spiel endet mit dem Tod Mavericks. Gemeinsam mit Maniac zerstört Maverick die „Lexington“ und geht an Bord des Grenzwelten-Trägerschiffs „BWS Intrepid“, das inzwischen unter dem Kommando Eisens steht.
- Sollte sich der Spieler bereits bei Eisens Flucht für ein Überlaufen entschieden haben, erlebt er stattdessen die Umstände von Eisens Ankunft und Kommandoübernahme auf der „Intrepid“. Er führt einige Aufklärungsmissionen durch, mit dem Ziel, Informationen über die Verschwörer zu sammeln.

Anschließend vereinen sich die beiden Handlungsstränge wieder und die Handlung folgt wieder einem zumeist vorgegebenen Handlungsverlauf. Blair sammelt weitere Indizien für eine Verschwörung und es ergibt sich der Verdacht, dass der Pilot Seether hinter den Angriffen steht. Eisen verlässt die „Intrepid“ in Richtung Erde, wobei er Blair das Kommando über das Schiff übergibt. Blair stößt im weiteren Verlauf schließlich auf die Spuren der geheimen Militäreinheit der „Black Lance“, deren Unternehmungen tatsächlich von Seether geführt werden. Blair kann den geheimen Standort ihrer Einsatzzentrale in Erfahrung bringen und enthüllt schließlich, dass die „Black Lance“ dem Oberbefehl von Admiral Tolwyn unterstehen. Mit ausreichenden Beweismitteln ausgestattet, stößt Maverick mit der „Intrepid“ in Richtung Erde vor, um sie dem Konföderationsrat vorzulegen. In einem finalen Raumgefecht zerstört er erst den neuen Großträger der Föderation, die „TCS Vesuvius“, und besiegt anschließend Seether im Kampf Mann gegen Mann.
Den Abschluss bildete eine längere Filmpassage vor dem Konföderationsrat, in der der Spieler an mehreren Stellen gewisse Entscheidungen treffen muss. Diese sind letztlich für den positiven Ausgang des Spieles entscheidend. Blair erreicht den Plenarsaal, als der unmittelbar zuvor zum Weltraum-Marschall beförderte Tolwyn seine vorgeblichen Beweise für die Kriegstreiberei der Grenzwelten vorlegt. Nach einem Wortgefecht zwischen Blair und Tolwyn kommt es zur Ratsabstimmung, die im positiven, kanonischen Fall zu einer Ablehnung der Kriegserklärung führt. In diesem Fall wird Tolwyn für seine Vergehen festgesetzt und von einem Gericht zum Tode verurteilt. Er entzieht sich der Hinrichtung schließlich durch Selbstmord in seiner Zelle. Der Fortgang von Blairs Karriere wird in Form einer Filmsequenz wiedergegeben und entscheidet sich in diesem Fall anhand der Spielerfolge (Zahl der gescheiterten Missionen) und der diversen Entscheidungen des Spielers im Vorfeld. Kann der Spieler im Finale nicht überzeugen, wird alternativ Blair festgesetzt und der Prozess gemacht.

## Spielprinzip
Wing Commander IV unterschied sich spielerisch nur wenig von seinem Vorgänger. Während die Filmsequenzen ausgebaut und mit größerem Aufwand gedreht wurden, blieb das seit dem ersten Teil vorherrschende Spielprinzip unverändert. Wing Commander IV setzt auf dem optimierten Programmcode seines Vorgängers auf und fügte dem Simulationsteil des Spiels keine wesentlichen neuen Funktionen hinzu. Mit der späteren Kommandoübernahme an Bord der Intrepid erhielt der Spieler zusätzlich zur Kontrolle über Flügelpiloten, Schiffstyp und Bewaffnung auch die Möglichkeit, zwischen verschiedenen Missionen zu wählen. Hinzu kamen verstärkt kleinere Entscheidungsmöglichkeiten im Rahmen von Zwischensequenzen, die die Haltung von Handlungspersonen gegenüber der Spielfigur beeinflussen oder Auswirkungen auf die Ausrüstung nehmen können. Ein an Bord des Trägerschiffs jederzeit aufrufbarer Grundriss des Schiffs ermöglichte schnellere Wechsel zwischen den einzelnen Schiffsräumlichkeiten. Farbige Markierungen auf dem Plan hoben die vor dem nächsten Missionsantritt notwendigen und optionalen Gesprächspartner hervor. Die Cockpitsicht der Flugmissionen wurde abgeschafft und vollständig durch die Egoperspektive ersetzt.

## Entwicklung

### Produktion
Obwohl Serienschöpfer Chris Roberts die Serie mit Wing Commander III ursprünglich als abgeschlossen betrachtete, wurde er von Origins Mutterkonzern Electronic Arts um die Entwicklung eines weiteren Spiels gebeten, um einen erwarteten Einnahmeverlust des Konzerns an anderer Stelle auszugleichen. Roberts sagte zu, erhielt für die Umsetzung jedoch nur einen verhältnismäßig kurzen Zeitraum von einem Jahr zugebilligt. Dafür erhielt er ein deutlich größeres Budget, die Produktionskosten beliefen sich letztlich auf zwölf Millionen US-Dollar. Da in diesem Zeitraum die Programmierung einer neuen Grafikengine nicht möglich war, lagen die Entwicklungsschwerpunkte auf der Optimierung des vorhandenen Programmcodes, der Spielinhalte und der Narrativen. Statt wie im Vorgänger ausschließlich auf Bluescreen-Technik zu setzen, wurden die Filmsequenzen für Wing Commander IV in den Ren-Mar Studios in Hollywood / Los Angeles mit 35-mm-Film aufgenommen und dafür über 40 Filmsets erstellt. Das erlaubte unter anderem auch die Verwendung verschiedener Kameraperspektiven und Effekte wie Rauch. Die Regiearbeiten übernahm erneut Roberts selbst, die Schauspieler Mark Hamill, Malcolm McDowell, John Rhys-Davies, Tom Wilson und Jason Bernard kehrten in ihre Rollen zurück. Roberts verbrachte mehrere Monate am Set der Dreharbeiten, während die eigentlichen Programmierarbeiten bei Origin in Austin ohne seine direkte Beteiligung erfolgten.
Optimiert wurde hauptsächlich der Weltraumflug, während die maximale Bildschirmauflösung hochgesetzt und die Texturen verbessert wurden. Insbesondere die Bodenmissionen warteten dadurch mit einer größeren Detailvielfalt auf als zuvor. Bei der Konzeption der neuen Handlung setzte Roberts auf ein erwachsenes Thema, das sich von dem vergleichsweise einfachen Gut-/Böse-Schema des Vorgängers unterscheiden sollte. Außerdem sollte der Spieler mehr Entscheidungsmöglichkeiten als im Vorgänger bekommen. Auf die Frage, ob Wing Commander IV ein Film oder Spiel sei, antwortete Chris Roberts in einem Interview des britischen Spielemagazins PC Zone während der Dreharbeiten:

“Well, i think it's best described as a story. The Wing Commander games were always stories, this is just better told. Sure, it borrows bits from different genres: film, adventure and space shoot'em up, but it's not any one type of game. What we've tried to do is take the best elements of each and blend them together to make something really extra special.”

„Nun, ich denke es ist am besten als Geschichte umschrieben. Die Wing-Commander-Spiele waren immer Geschichten, diese ist einfach nur besser erzählt. Sicher, es hat Anleihen aus verschiedenen Genres: Film, Adventures und Weltraum-Shoot'em'Up, aber es ist nicht irgendeine bestimmte Sorte Spiel. Wir haben versucht, die besten Elemente jedes einzelnen Bereichs herauszunehmen und sie so zusammenzumischen, dass daraus wirklich etwas ganz Besonderes entsteht.“

Wing Commander IV war mit sechs CDs (in limitierter Auflage mit einer DVD) mehr ein interaktiver Film als ein klassisches Action-Spiel und wurde auch, wie bereits sein Vorgänger, als solcher beworben. Das Spiel wurde neben dem PC zusätzlich auf Macintosh und ein Jahr später auch Sony Playstation portiert. Zudem erschien eine mit der CD-Version identische einseitige PC-DVD-Ausgabe, später zusätzlich eine doppelseitige DVD mit Extras.
In der DVD-ROM Edition von 1997 waren die Video-Zwischensequenzen in voller DVD Qualität enthalten. Da jedoch die meisten PCs dieser Zeit zu wenig Leistung besaßen, um MPEG-2-DVD-Videos in Software zu decodieren und abzuspielen, setzte das Spiel auf eine mitgelieferte Hardware-Decoder-Karte. Die Abhängigkeit von dieser spezifischen Karte macht diese Spielversion inkompatibel mit Nicht-Windows-PCs ohne diese Karte. Später entwickelte die Spielgemeinschaft jedoch einen Fan-Patch, der es erlaubt, das Spiel auch mit aktueller PC-Hardware und ohne die MPEG-Decoderkarte zu verwenden. Es gab auch eine andere DVD-Veröffentlichung mit Videosequenzen in reduzierter Qualität, welche auf allen PCs, die auch mit CD-Version zurechtkamen, verwendbar war.
Blairs Rufzeichen „Maverick“ war während der Dreharbeiten noch nicht bekannt (es wurde erst 1996 in Wing Commander Academy eindeutig bestätigt), weshalb es im Spiel nie erwähnt wird. Während alle Piloten meistens mit ihren Rufzeichen (Maniac, Hawk, Panther, Catscratch, Vagabond) angesprochen werden, wird Blair in Dialogen stets mit seinem normalen Namen erwähnt. Wenn der Spieler zum ersten Mal das Hauptterminal anklickt, wird er aufgefordert, einen „Codename“ einzugeben. Gibt er jetzt „Maverick“ ein, wird dieses Rufzeichen neben den anderen Piloten auf dem Killboard stehen, als auch bei Auswahl eines Flügelmannes zu sehen sein. Der Spieler hat jedoch freie Wahl, welches Rufzeichen er Blair gibt.

### Re-Release
Im April 2012 wurde Wing Commander IV auf GOG.com als Digitalen Distribution erneut veröffentlicht. Es handelt sich dabei um die Version mit den Videos in DVD-Qualität und einer Downloadgröße von mehr als 6 GB. Die gleiche Version ist auch auf Origin erhältlich.

### Quelltext

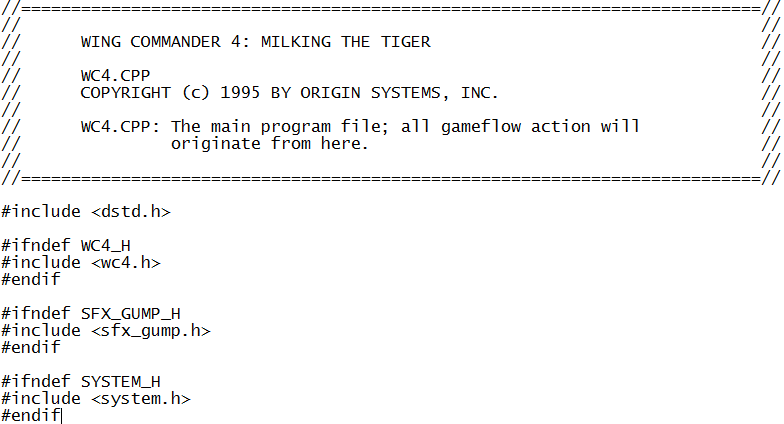
Erste Seite des Wing Commander IV Quelltextes der der wcnews.com-Community übergeben wurde.

Der durch die Auflösung Origin Systems verloren geglaubte Quelltext von Wing Commander 4 wurde im April 2012 durch einen ehemaligen Entwickler der Fan-Gemeinde zur Verfügung gestellt, um einen endgültigen Verlust über eine Langzeitarchivierung zu verhindern.

### Besetzung
| Rolle                               | Schauspieler       | Synchronsprecher     |
| ----------------------------------- | ------------------ | -------------------- |
| Christopher „Maverick“ Blair        | Mark Hamill        | Frank Röth           |
| Admiral Geoffrey Tolwyn             | Malcolm McDowell   | Jürgen Jung          |
| James „Paladin“ Taggart             | John Rhys-Davies   | Manfred Erdmann      |
| Todd „Maniac“ Marshall              | Tom Wilson         | Jan Odle             |
| Captain William Eisen               | Jason Bernard      | Fred Klaus           |
| Winston „Vagabond“ Chang            | François Chau      | Claus Brockmeyer     |
| „Seether“                           | Robert Rusler      | Michael Schernthaner |
| Jacob „Hawk“ Manley                 | Chris Mulkey       | Reinhard Brock       |
| Tamara „Panther“ Farnsworth         | Elizabeth Barondes | Maria Böhme          |
| Troy „Catscratch“ Carter            | Mark Dacascos      | Manou Lubowski       |
| Velina Sosa                         | Holly Gagnier      | Claudia Lössl        |
| Lt. Col. Gash Dekker                | Jeremy Roberts     | Thomas Rauscher      |
| Chefingenieur Robert 'Pliers' Sykes | Richard Riehle     | Norbert Gastell      |
| Vizeadmiral Daniel Wilford          | Peter Jason        | Willi Röbke          |
| Capt. Hugh Paulsen                  | John Spencer       | Klaus Guth           |
| Melek nar Kiranka                   | Barry Dennen       | Ulf J. Söhmisch      |

## Rezeption
Wing Commander IV erhielt sehr gute Bewertungen und wurde unter anderem für sein im Vergleich zu den Vorgängern deutlich verbessertes und abwechslungsreicheres Missionsdesign gelobt. Enttäuscht zeigten sich viele Tester jedoch über die geringe spielerische Weiterentwicklung des Titels. Die Verbesserungen der Filmsequenzen und die Programmoptimierungen wurden zwar anerkannt, Handlung und Charaktere aber weiterhin als oberflächlich bezeichnet. Das Fehlen neuartiger Spielinhalte wurde ebenso bemängelt. Bemängelt wurde bei deutschen Magazinen weiterhin eine Verschlechterung der Übersetzungsqualität der deutschen Version im Vergleich zu Wing Commander III.
| Wertungsspiegel PC - PC Action 4/96: 92 % - PC Games 4/96: 93 % - PC Player 4/96: 87 % - Power Play 4/96: 85 % - Computer Gaming World 4/96: 4,5 von 5 - PC Gamer 03/1996: 66 % - PC Zone 02/1996: 85 % - PC Format 04/1996: 77 % - CD-ROM Magazine 04/1996: 3,5 von 5 - PC Guide 05/1996: 4 von 5 - PC Home 04/1996: 94 % - GameSpot: 8,5 | Wertungsspiegel PlayStation - Fun Generation 7/97: 9 von 10 - NeXt Level 6/97: 75 % - Video Games 6/97: 75 % - GameSpot: 8,1 - IGN: 4,0 |

## Romane
Es erschienen mehrere Romane zum Wing-Commander-Universum in den US-amerikanischen Verlagen Baen Books und Harper Entertainment, die in Teilen durch den deutschen Bastei Lübbe Verlag in deutscher Übersetzung veröffentlicht wurden. Expliziten thematischen Bezug zum vierten Teil der Serie hat dabei:
- Ben Ohlander, William R. Forstchen: Der Preis der Freiheit. Bastei Lübbe, 2000, ISBN 3-404-23226-7
Der Roman zum Spiel Wing Commander IV. Er weicht bedeutend von der Handlung des Spiels ab, indem er viele signifikante Charaktere und Handlungsverläufe trivialisiert und in den Hintergrund stellt, während die im Verlauf der Spiele etablierte Grenzwelt-Technologie völlig anders dargestellt wird.